# Ясинський Єронім Єронімович
Єронім Єронімович Ясинський (18 [30] квітня 1850, Харків — 31 грудня 1931, Ленінград) — російський письменник, журналіст, поет, літературний критик та перекладач, драматург, видавець і мемуарист.

## Початок шляху
Його батько, Єронім Еразмович Ясинський, був адвокатом, сином польського поміщика, висланого у 1831 році за участь у польському повстанні в Чугуїв простим поштмейстером. Єронім Ясинський (старший) після Харківської гімназії (вип. 1842) навчався на медичному факультеті Харківського університету, але курсу не закінчив. Мати, Ольга Максимівна, була православною, дочкою харківського поміщика, артилерійського полковника Максима Степановича Бєлінського.
Єронім Ясинський-молодший у 1863 році приїхав до Києва, де успішно склав іспити до 1-ї Київської гімназії, але вже наступного року був переведений до Ніжинської гімназії при ліцеї. Там закінчив шість класів; останній рік він навчався у Чернігівській гімназії, яку закінчив у 1868 році. Пізніше навчався на природному відділенні фізико-математичного факультету Київського (до 1870, а потім — Санкт-Петербурзького університету), але курсу не закінчив, присвятивши себе журналістиці. Друкуватися почав у 1870 році як письменник демократичного, народницького спрямування; як він писав: «Перша „солідна“ стаття моя в „Київському Віснику“ в кілька стовпців була написана з приводу запровадження загальної військової повинності та звернула на себе увагу нашої молоді. Називалася стаття „Руйнування станових перегородок“… Вона побачила світ у вересні 1870». З середини 1870-х років публікував вірші, повісті, нариси, фейлетони, наукові статті та інші твори у київських газетах та деяких московських виданнях, у «Бджолі» М. Й. Мікешина. З моменту заснування журналу «Слово» в 1878 році стає активним співробітником цього журналу, пишучи для нього наукові огляди. Пізніше, крім «Слова», Ясинський почне активно публікуватися в інших ліберальних виданнях: у «Вітчизняних записках», у «Віснику Європи», в «Засадах», але вже наприкінці 1870-х років «демократизм» Ясинського вельми непослідовний: письменник працює у гумористичному журналі «Будильник», де публікує твори (прозу та вірші), дуже далекі від прогресивних ідейних тенденцій. Проте розповіді початку 1880-х «Начистоту» та «Діти» швидко приносять йому літературну популярність. У «Вітчизняних записках» його підтримує М. Є. Салтиков-Щедрін. У 1881—1884 роках у журналі надруковано оповідання Ясинського «Наташка» та «Спляча красуня», повісті «Старий сад», «Сходи», «Болотна квітка», «Іскра Божа». Творам цього часу властивий характерний відтінок побуту, в якому часом звучать критичні ноти. Особливо це стосується книги «Київські оповідання» (1885), де багато уваги приділено долям знедолених, безпритульних та бідняків. Деякі розповіді Ясинського випробували на собі цензурні кари, але до середини 80-х період захоплення демократичними ідеями для письменника вже закінчився.

## Переоцінка цінностей

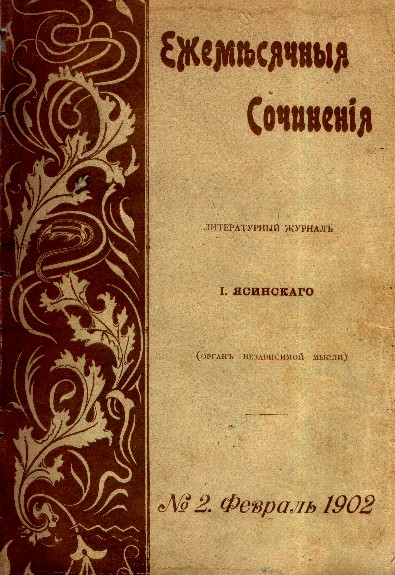
«Щомісячні твори»

У середині 1880-х років у творчості Ясинського настає перелом, літературно-громадський напрям змінюється. Від проблем, висунутих життям, письменник звертається до захисту цінностей «чистого мистецтва», він виступає з протестом проти вузькості того напряму, до якого нещодавно належав, атакує позитивізм і точні науки. У цьому зв'язку показовою є відома полеміка 1884 р. у київській газеті «Зоря» — полеміка, у якій брали участь Ясинський, М. М. Мінський, київський професор Федір Герасимович Міщенко та ще деякі особи. В історію літератури полеміка увійшла як одна з перших маніфестацій передсимволістського естетизму. У художній діяльності Ясинського за цей час до царини «чистого мистецтва» можна зарахувати, однак, тільки невелике містичне оповідання «Місто мертвих» і книжку віршів, написаних гладко, але без поетичної сили. Уся інша белетристична діяльність Ясинського другої половини 1880-х років і першої половини 1890-х років цілком примикає до протоколізму Золя. У своїх романах він почав переходити в шарж та фотографію. Одночасно у творчості Ясинського виявляються охоронні тенденції, він стає співробітником «Російського вісника», «Російського огляду», «Спостерігача», «Нового Часу», публікує романи патріотичного змісту. Проте він був плідним белетристом, наповнюючи своїми романами також численні ілюстровані видання. Настає найконсервативніший проміжок його літературної діяльності, він поставив його в дуже складні стосунки до того літературного табору, у лавах якого він виріс, але це був не останній його поворот.

## Ясинський-редактор

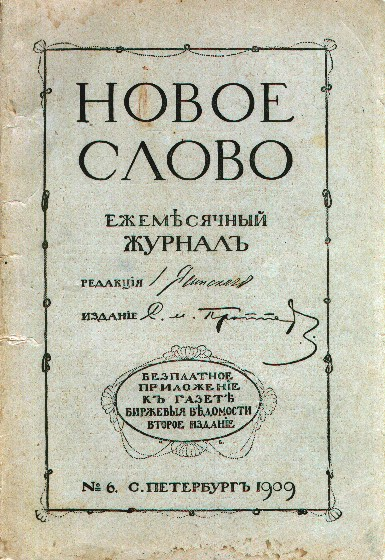
Обкладинка журналу «Нове слово», № 6, 1909

Ставши в середині 1890-х років редактором «Біржових відомостей», Ясинський зіткнувся з інтересами провінційної публіки і у своїх щоденних бесідах часто виступав у ролі викривача темних сторін російського життя. Ці бесіди підписані псевдонімом Незалежний. З белетристичних творів Ясинського другої половини 1890-х років виділяється «Тарганячий бунт» — зла, але не позбавлена життєвої правди картина народної темряви і невігластва. У 90-х роках Ясинський примикає до літературного об'єднання К. К. Случевського «П'ятниця» та редагує їхній орган — альманах «Денниця». З 1900 року Ясинський самостійно видає та редагує загальнодоступний журнал «Щомісячні твори», з 1903 року — «Нові твори». У вигляді додатку до «Нових творів» з 1903 по 1904 виходить зібрання знімків з різних картин, під назвою «Живописець». Крім того, в 1903 році засновує ще більш загальнодоступний (рубльовий) журнал «Поштар», пізніше перейменований на «Бесіду», яку видає до 1908 року. У своїх журналах Ясинський виступає гарячим захисником символізму. 1909 року Є. Є. Ясинський відновлює ділові зв'язки зі Станіславом Максиміліановичем Проппером — власником газети «Біржові відомості». У 1909—1914 pp. він редагує щомісячник «Нове слово» — безкоштовний додаток до газети «Біржові відомості» — дуже добротний за складом авторів літературний журнал. Після революції він редагував журнали «Червоний вогник» (1918) та «Полум'я» (1919). У 1918—1925 роках — технічний співробітник бібліотеки Держвидаву.
Друкувався в журналі Пролеткульту «Наступне». У 1911 році взяв участь у колективному романі «Три літери» на сторінках «Синього журналу».

## «Роман мого життя»

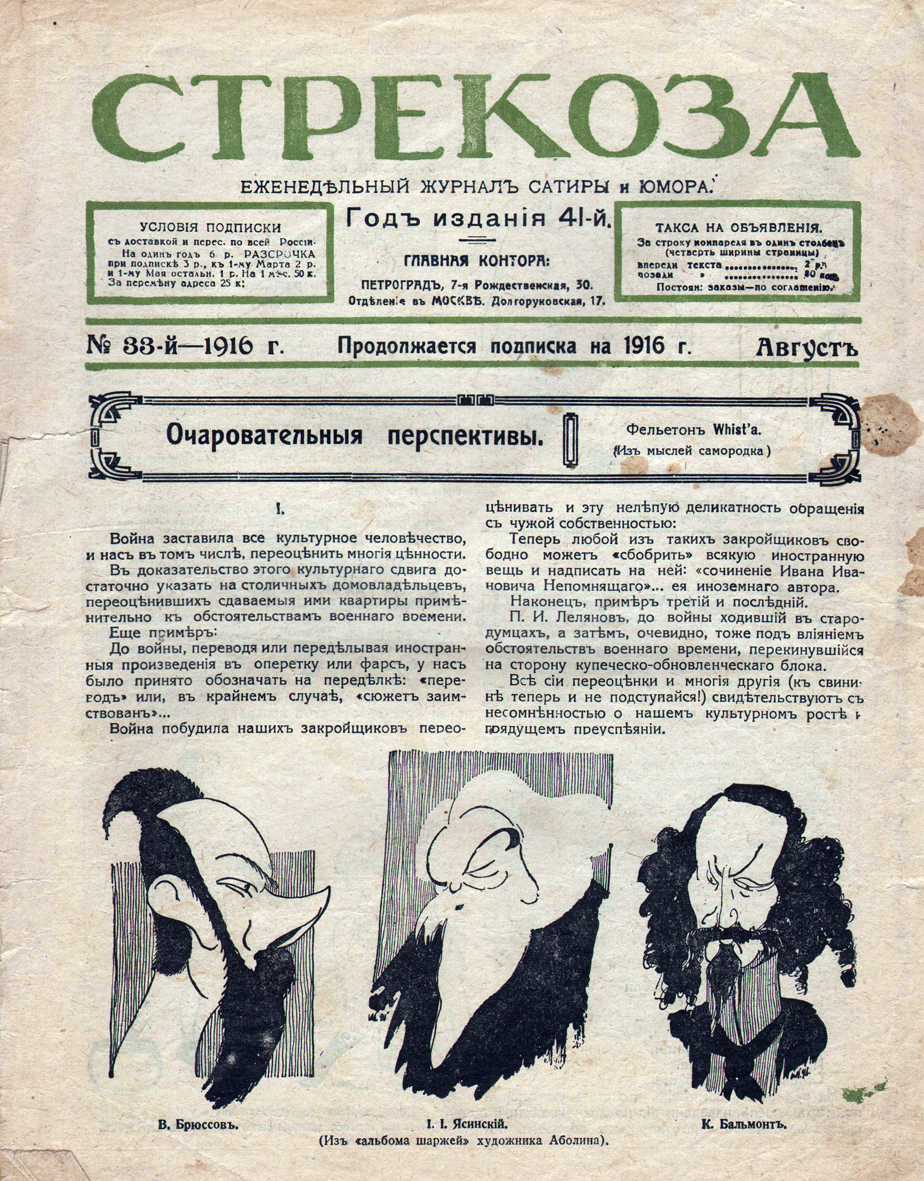
Шаржі на В. Брюсова, Є. Ясинського та К. Бальмонта. Мал. Аболіна. «Стрекоза», 1916 р.

Є. Є. Ясинський прожив довге, багате подіями життя. Сам він так описує події 1917 року: «Вибитий із сідла лютневою революцією, я був посаджений у сідло великим Жовтневим переворотом. Депутація від Кронштадтських матросів звернулася до мене з проханням приїхати у фортецю і прочитати лекцію про більшовизм у її літературному заломленні». У віці 70 років автор кількох контрреволюційних романів, таких як «Перше березня» (1900) та «Під плащем Сатани» (1911), Ясинський вирішив вступити до партії більшовиків. В архіві ІРЛІ зберігся «Анкетний лист» Ясинського (Всеросійський перепис членів РКП(б)), де позначено час вступу його до партії більшовиків — червень 1920 року. Він брав участь у роботі Пролеткульту. У 1919 році були надруковані збірки його віршів «Воскреслі сни», «Книга про кохання та скорботу», «На землі», п'єса «Останній бій». 1923 року він переклав поему Ф. Енгельса «Вечір».

## Літературне та життєве кредо

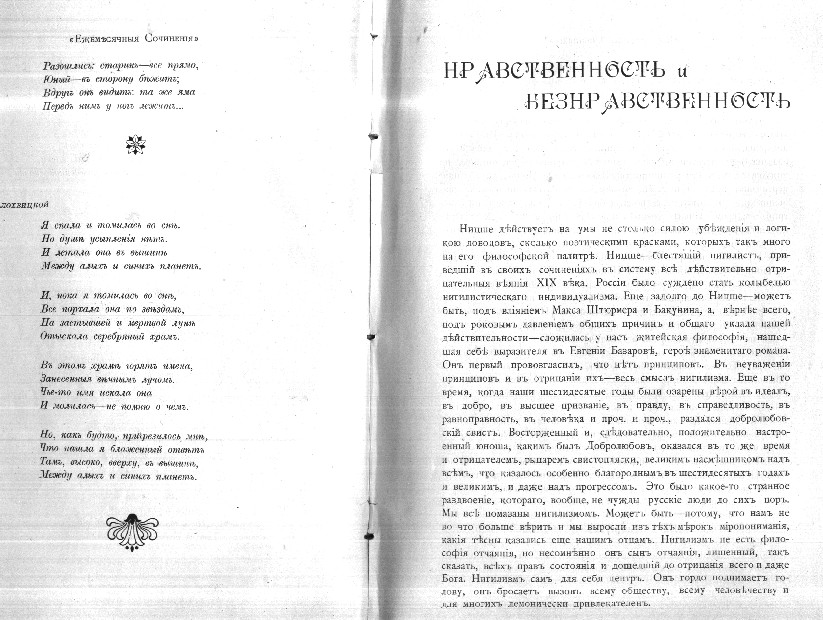
Розворот журналу «Щомісячні твори» із статтею Ясинського «Моральність і аморальність»

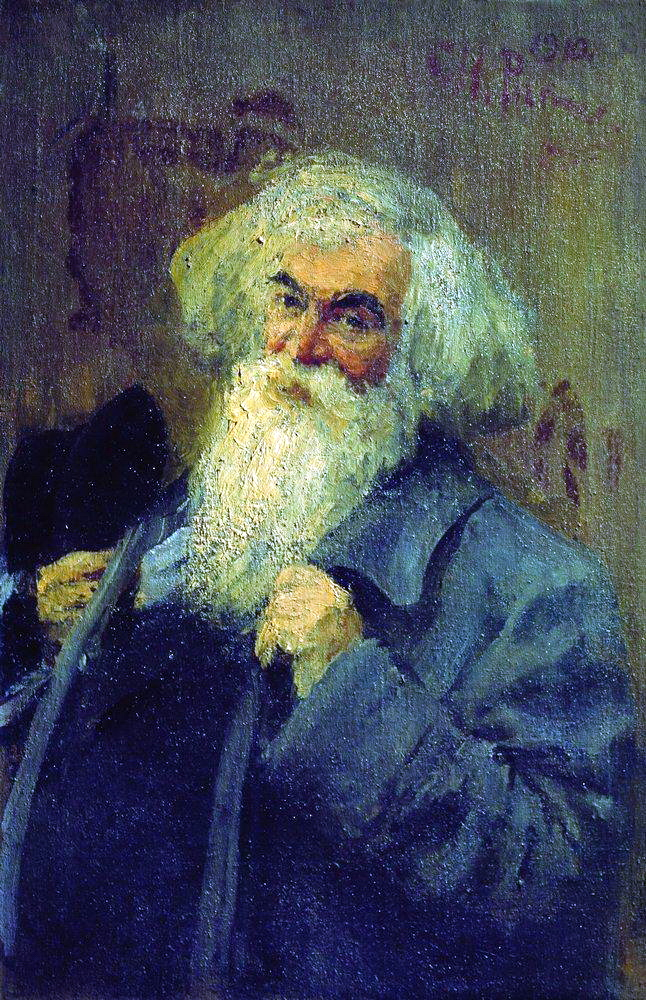
І. Ю. Рєпін. Портрет Є. Є. Ясинського. 1910. ДРМ.

Сучасники здебільшого не любили Ясинського. Причин було кілька. Ось як атестувала критика в особі М. О. Протопопова Єроніма Ясинського ще в 1888 р.: «Аморальна й ганебна в людині тільки повна відсутність усякої віри, усякої релігії, усякого переконання <…> хто міняє свій „прапор“, як світський франт рукавички, — той ренегат; хто далі відступає від своїх колишніх богів страху заради іудейського, — той ренегат <… > хто, нарешті, на старості років <…> раптово починає хитрувати і двозначно висловлюватися, так щоб і душу врятувати, і чорту догодити — той ренегат і, крім того, боягуз….». У спробах здобути літературну незалежність, зберегти самостійність від панівних доктрин Ясинський здобув репутацію пліткаря, пасквілянта, згодника та лицеміра. А. П. Чехов, який виправдовував Ясинського перед письменницею Лідією Авіловою, цінуючи його літературний талант, визнавав за ним також доброзичливість і уважність, проте не заперечував у ньому безпринципності. Ця безпринципність далася взнаки під час провалу прем'єри чеховської «Чайки». На досягнення літературної популярності (за допомогою не тільки епатажу читачів і літературного скандалу, а й у низці випадків відкрито вірнопідданської поведінки стосовно влади) спрямована неодноразова зміна естетичних та ідеологічних орієнтирів у Ясинського. Єронім Єронімович приділяє пильну увагу методу встановлення контакту з читачем і прийомам досягнення Золя письменницького успіху. «Вміння залучити натовп — ось у чому секрет успіху Золя. Талант незрівнянно більший, ніж він: Флобер ніколи цього не вмів». Колись звеличуваний Ясинським Флобер стає далеким йому за свій рафінований естетизм. Отже, літературна тактика Ясинського була цілком усвідомленим, здійсненим близько 1884 року, вибором літературної поведінки й цією поведінкою визначалася, переважно його літературна позиція. Але до кінця 1880-х років до Ясинського приходить розуміння, що він так і не став «по-справжньому» знаменитим письменником.
Жовчність письменника проявляється в сюжетах його романів. Ясинський у цей час ясно усвідомлює, що, звісно, не він визначає рухи літератури. Зростає популярність Чехова, очевидним для багатьох стає масштаб літературного таланту М. С. Лєскова. Знаменним підсумком стає роман «Лицеміри», опублікований Ясинським 1893 року в журналі «Наблюдатель». Роман являє собою своєрідне звинувачення в тому, як нечистоплотна письменницька богема пригнічує обдарування молодого автора, який і без того не є твердим у моральних засадах. У творі знайшли місце роздуми Ясинського про покоління т. зв. «нових романтиків» епохи Надсона у світлі оцінки результатів своєї власної літературної діяльності.
Попри своє вірнопідданство Ясинський завжди залишався безрелігійним, тому залишився чужим до толстовських шукань. Герой роману Апокритов — це жалюгідна карикатура на Лєскова і Толстого. Разом з тим, в Апокритові-Лєскові Ясинський бачить і себе самого. Роман «Лицеміри» — це не тільки звинувачення літературному середовищу 1880-х рр., де відсутні справді «великі» письменники. Це ще й обережне і вкрадливе самопокаяння. Очевидно, що особистість Толстого сприймається Ясинським насамперед крізь призму текстів Ніцше.
Багато в чому його романи автобіографічні: комплекс «великої людини» був притаманний і самому Ясинському. Як свідчать публікації Ясинського початку XX ст., Ніцше для нього виразно представляє центр і осередок сучасної культури. У Ніцше Ясинський бачить насамперед великого «нігіліста», заперечувача ідеологій, систем, теорій, тісно пов'язаного з російською культурною традицією: «Ніцше — блискучий нігіліст, який навів у своїх творах у систему всі справді негативні віяння XIX століття. Росії судилося стати колискою нігілістичного індивідуалізму». Однак ніцшеанський нігілізм для Ясинського набуває надто вузького, відверто особистого, можна навіть сказати «літературно-домашнього», а в роки революції «особисто-партійного» відтінку.

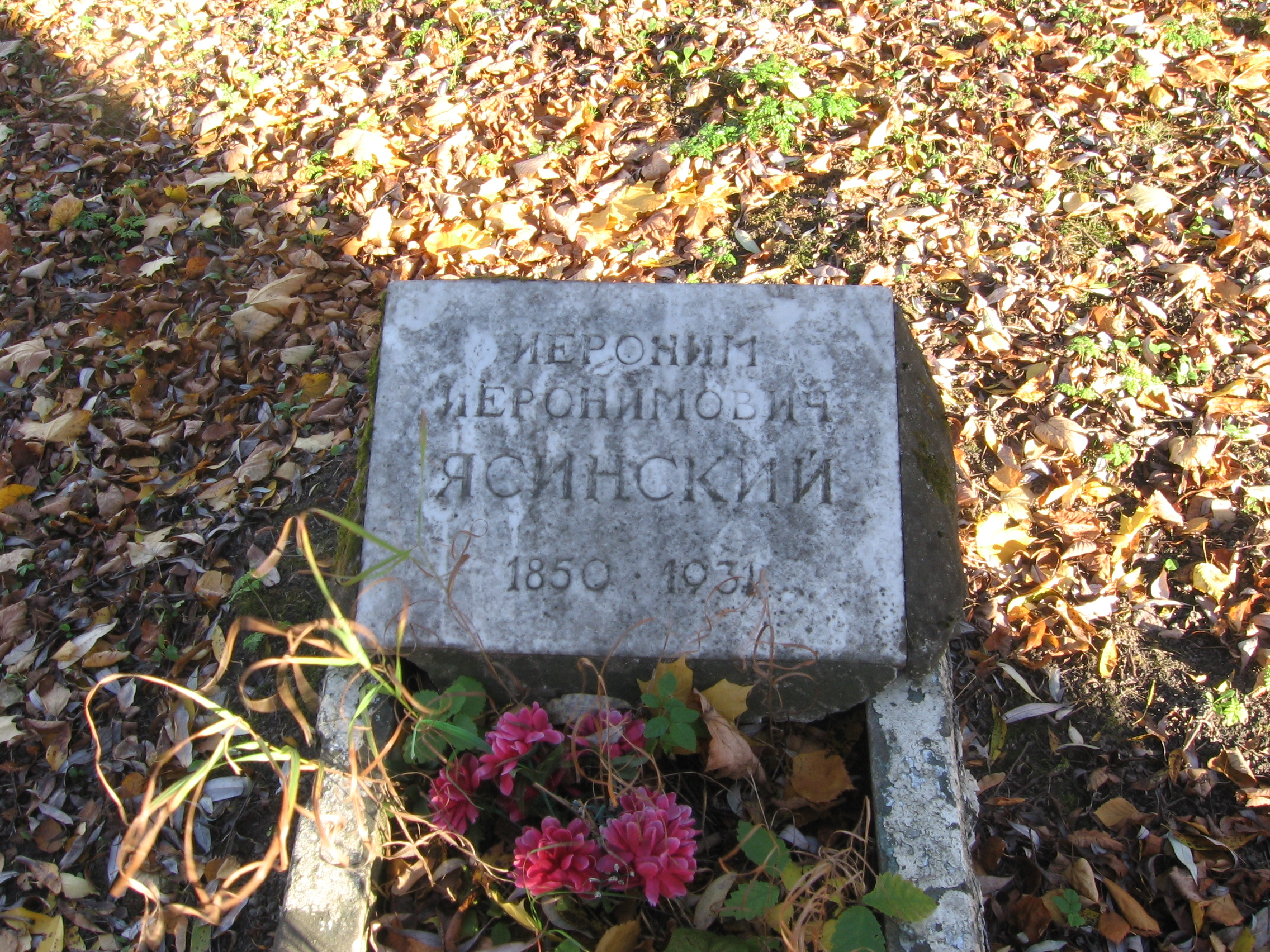
Надгробок Ясинського на Літераторських мостках.

Ясинський помер у Ленінграді та похований на Волківському православному цвинтарі (Літераторські мостки, Кінна доріжка). Незадовго перед смертю він встиг опублікувати мемуари «Роман мого життя» (1926).